# Araneus eburnus
Araneus eburnus este o specie de păianjeni din genul Araneus, familia Araneidae. A fost descrisă pentru prima dată de Keyserling, 1886. Conform Catalogue of Life specia Araneus eburnus nu are subspecii cunoscute.